# Tillandsia landbeckii
Tillandsia landbeckii Phil. è una pianta della famiglia delle Bromeliacee, diffusa nelle zone aride di Perù e Cile.

## Descrizione
È una specie erbacea perenne, con fusti sottili, molto ramificati, che forma densi cuscini alti sino a 30–40 cm.
Le foglie, lineari, sono ricoperte da piccole squame.
 L'infiorescenza raggruppa 1-3 fiori, di colore molto variabile, dal bianco avorio al rosso porpora.
Il frutto è una capsula cilindrica lunga circa 2 cm, con semi dotati di appendici piumose.

## Biologia
Questa specie ricava tutto il suo nutrimento dall'assorbimento della nebbia attraverso le squame foliari, e inoltre utilizza la fotosintesi CAM come adattamento fisiologico all'ambiente arido in cui vive.

## Distribuzione e habitat
L'areale di Tillandsia landbeckii si estende, con popolazioni molto frammentate, dal Perù centrale al Cile centrale.
Cresce come epifita o direttamente sulla sabbia, tra i 300 e 1.500 m di altitudine.